# Prova d'embaràs

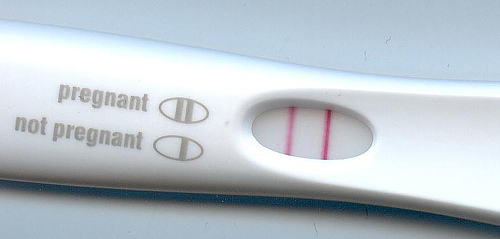
Prova d'embaràs, en l'orina, amb resultat positiu.

Una  prova d'embaràs  és tota aquella tècnica usada per a la recerca dels signes hipotètics que permeten confirmar un embaràs. Consisteix en detectar la presència de l'hormona gonadotropina coriònica humana (hCG) al plasma matern o en la orina, i és el procediment que aporta potser el major nivell de probabilitat de diagnòstic fiable.
Altres tècniques, com a l'ecografia obstètrica, també confirmen l'embaràs, però el terme  prova d'embaràs  sol implicar proves bioquímiques, aplicades a partir dels 10 dies de la concepció, aproximadament. 

## Història

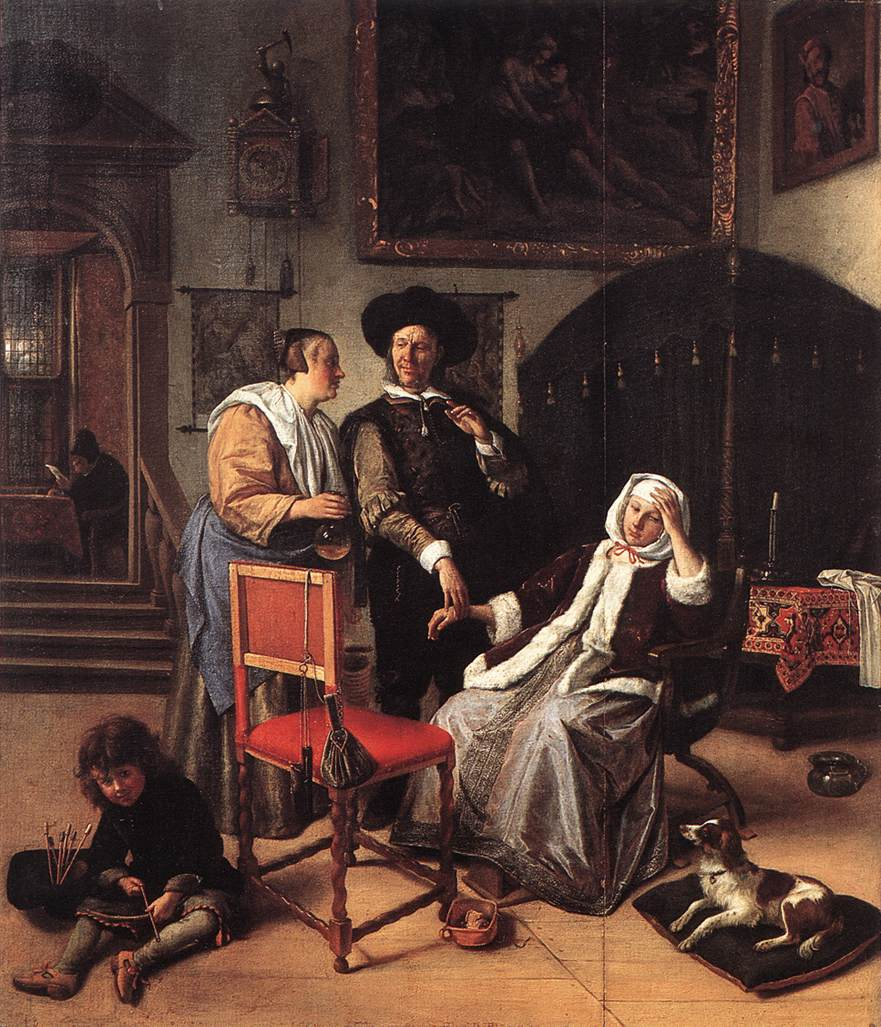
La visita del doctor, oli de Jan Steen (segle XVII): Un metge analitza una cinta de color humitejada amb l'orina de la pacient i cremada a la recerca de colors que indiquin positivitat.

Un papir del Antic Egipte compte que, per detectar l'embaràs, es feia orinar a la dona durant diversos dies sobre llavors de blat i ordi. Si després d'un temps germinava l'ordi, el fill seria home, si germinava el blat, seria dona, si no germinava cap llavor, la dona no estava embarassada (el papir no esmenta quin era el diagnòstic si germinaven ambdues). Estudis fets en 1963 van mostrar que l'orina d'una dona embarassada promovia la germinació el 70 per cent de les vegades, i que, en canvi, mai ho feia la de les dones no embarassades o els homes.
el 1928 els ginecòlegs alemanys Selmar Aschheim i Bernhard Zondek van van desenvolupar el mètode següent. Es injectaven petites quantitats d'orina en rates femelles impúbers, dues vegades per dia durant tres dies successius. Al cap d'unes 100 hores se sacrificava a les rates i es inspeccionaven els seus ovaris. Si aquests es trobaven engrossits, hi havia un 80 per cent de probabilitat que la dona estigués embarassada.
el 1930 Collip i col·laboradors van descobrir que l'orina de les dones embarassades conté-després es va descobrir que es tracta en realitat de fragments d'aquesta-l'hormona gonadotropina coriònica humana, actualment denominada HCG (l'anglès  Human Chorionic Gonadotropin ).
El 1942, el citòleg argentí Eduardo de Robertis-que en aquell moment era Cap de Treballs Pràctics dedicació exclusiva de la càtedra de histologia de l'Escola de Medicina de la Universitat de Buenos Aires i Cap de la Secció de Citologia i Histofisiologia de l'Institut d'Anatomia General i Embriologia-va determinar que la HCG actua sobre les cèl·lules de Sertoli i provoca l'expulsió de espermatozoides en els gripaus. El seu condeixeble Carlos Galli Mainini, mentre treballava en el Hospital Rivadavia de Buenos Aires entre 1942 i 1947, va deduir que, si la dona embarassada eliminava HCG en l'orina, la seva injecció en gripaus causaria la maduració i expulsió dels seus espermatozoides. Injectar orina de dones embarassades en el sac limfàtic dorsal de gripaus mascle  Bufo Arenarium , al cap de 2 o 3 hores observar, al microscopi, la presència d'espermatozoides. El mètode, després anomenat reacció de Galli Mainini o test de la granota, va demostrar ser una manera eficaç i econòmic de diagnòstic precoç de l'embaràs, i per això es va usar massivament a Argentina i Amèrica Llatina durant molts anys. A jutjar per la falta de referències a Internet, el mateix no va tenir difusió a Europa i als Estats Units, on aparentment es van usar altres mètodes biològics, fins al desenvolupament dels mètodes immunitaris algunes dècades després.

## Mètodes biològics de detecció precoç de l'embaràs
Els mètodes precoços són els que permeten detectar el embaràs en els seus primers dies i abans del seu principal símptoma, la suspensió de la menstruació o amenorrea. Al llarg del temps es van usar diversos mètodes que avui sabem estaven basats en que, quan una dona queda embarassada, apareixen en la seva orina hormones abans inexistents. Els primers mètodes van usar els efectes visibles que aquestes hormones tenen sobre plantes i animals, cridats per aquesta raó  mètodes biològics de detecció d'embarassos . A partir de la dècada de 1960, es van desenvolupar  mètodes de detecció directa , basats en que les reaccions immunitàries que produeixen aquestes hormones poden fer-se visibles amb antigens específics a elles.
Existeixen signes positius, probables i hipotètics d'embaràs, però només els positius confirmen amb certesa l'existència d'un embaràs. La determinació de HCG és un mètode hipotètic, ja que pot ser positiva i tot en absència d'embaràs. No obstant això, de tots els mètodes disponibles en l'actualitat és el que permet la detecció més primerenca i és la base dels ràpids tests immunitaris actuals.

## Proves modernes
La primera prova "moderna" per a l'embaràs detecta la inhibició del factor de preñez primerenca (EPF, en anglès). L'EPF es pot detectar en la sang en les 48 hores següents a la fertilització.  No obstant això, les proves del EPF són cares i prenen molt temps.
La major part de les proves químiques busquen la presència de la subunitat beta de la gonadotropina coriònica humana (hCG) en la sang o en l'orina. El hCG es pot detectar en l'orina o la sang després de la implantació del producte en la matriu, que passa de sis a dotze dies després de la fertilització.  Els mètodes quantitatius (sèrum beta) poden detectar nivells d'hCG tan petits com 1 mIU/mL, mentre que les proves d'orina requereixen de 20 a 100 mIU/ml, segons la marca.  Les proves qualitatives de sang generalment tenen un llindar de 25 mIU/mL, així que tenen menor sensibilitat que algunes proves d'orina casolanes.
Amb ecografia obstètrica, el sac gestacional pot algunes vegades visualitzar des de dos quarts setmanes de gestació (aproximadament dues setmanes i mitja després de la ovulació) i el "sac de gemma" ( yolk sac , en anglès) unes cinc setmanes després de la gestació. El embrió pot observar i mesurar-se a les cinc setmanes i mitja. El batec del cor pot detectar a les set setmanes de gestació, i de vegades s'ha observat des de les sis setmanes.  

## Influència del temps en les proves d'embaràs
Es poden donar lectures negatives falses (és a dir, que indiquen que no hi ha embaràs quan realment sí que n'hi ha) quan la prova s'aplica molt d'hora. Les proves quantitatives de sang i les més sensibles proves d'orina habitualment detecten l'hCG poc després de la implantació, que pot passar entre 6 i 12 dies després de la ovulació.  Exàmens d'orina menys sensibles i proves qualitatives de sang poden no detectar l'embaràs fins a tres o quatre dies després de la implantació. La menstruació ocorre en mitjana 14 dies després de l'ovulació, així que la probabilitat d'un resultat negatiu fals és molt baixa una vegada que el període menstrual s'ha endarrerit.
No obstant això, l'ovulació pot no ocórrer amb regularitat (és a dir, en un moment predictible) al cicle menstrual. Hi ha diversos factors que poden ocasionar una ovulació primerenca o tardana, fins i tot en dones amb antecedents de cicles menstruals regulars. L'ús d' equips predictors de ovulació  ( OPK , per les sigles en anglès) o el registre dels signes de fertilitat de la mucositat cervical o de la temperatura basal del cos poden donar una idea més precisa de quan s'ha de fer la prova que la simple compte dels dies.
La precisió d'una prova d'embaràs té més a veure amb el dia de l'ovulació que amb el dia en què ocorre la relació sexual. És habitual que el espermatozoide visqui fins a cinc dies després del coit  en les trompes de Fal·lopi, esperant que passi la ovulació.  La implantació pot arribar a trigar fins a dotze dies, i poden transcórrer tres o quatre perquè els nivells d'hCG es puguin detectar - el que significa que es poden obtenir resultats negatius falsos fins a tres setmanes després del coit que va causar l'embaràs.

## Falsos positius
Poden aparèixer  línies d'evaporació  en moltes proves d'embaràs casolanes si es llegeixen després del període suggerit (temps de reacció) de 3-5 minuts, independentment que existeixi un embaràs real. Per tant, és imperatiu que una prova d'embaràs s'interpreti dins del temps de reacció especificat per la companyia que el produeix.
Una dona a qui s'ha aplicat una injecció d'hCG com part d'un tractament de infertilitat donarà resultats positius, sense importar el seu estat de embaràs real. Alguns medicaments per a la infertilitat, com el clomid, no contenen hormona hCG. 
Quan la prova la realitzen, seguint les instruccions del paquet, dones que no han rebut una injecció d'hCG, els resultats positius falsos són molt rars en les proves d'embaràs.
Algunes malalties poden generar un resultat positiu fals: coriocarcinoma s, deficiència de immunoglobulina A, anticossos heterófilos, enterocistoplastias, malalties trofoblásticas gestacionales (GTD) (fins i tot neoplàsia s), tumors de cèl·lules germinals, i altres tipus de càncer (com el càncer de pulmó).

## Viabilitat de l'embaràs
Les proves d'embaràs es poden utilitzar per determinar la viabilitat d'un embaràs. Es pot fer una sèrie d'exàmens de sang quantitatius, habitualment amb una diferència de 2 a 3 dies. Sota un nivell d'hCG de 1,200 mIU/mL, l'hCG sol duplicar cada 48-72 hores, encara que un augment de 50-60 per cent encara es considera normal. Entre 1,200 i 6,000 mIU/ml li pren de 72 a 96 hores a l'hCG per augmentar al doble, ia dalt de 6,000 mIU/mL, l'hCG moltes vegades triga més de 4 dies a aconseguir el doble. Si no augmenta a aquesta velocitat, sol indicar un risc més alt de avortament espontani o de embaràs ectòpic.
L'ecografia també és una eina comuna per determinar la viabilitat. Un pols cardíac menor que l'esperat o retard en el desenvolupament poden indicar la presència d'algun problema en l'embaràs. No obstant això, el diagnòstic no s'ha de basar en un sol ultrasò. Els càlculs imprecisos de l'edat del fetus i la falta de precisió inherent al ultrasò poden ser causa d'interpretacions errònies. Si els resultats del primer ultrasò indiquen un problema, és una pràctica raonable repetir l'escaneig 7-10 dies després.